# Alberto Moreno (buzo)
Alberto Moreno (2 de mayo de 1950-13 de septiembre de 2016) fue un buzo cubano.
Compitió en dos eventos en los Juegos Olímpicos de Verano de 1968.